# Karl-August Wallroth
Karl-August Wallroth, född den 20 september 1860 på Gårdsjö, Östra Ämterviks socken, Värmlands län, död den 2 januari 1936 i Engelbrekts församling, Stockholm, var en svensk ämbetsman och numismatiker.
Wallroth blev 1879 student vid Uppsala universitet, där han 1890 (som en bland de sista) avlade bergsexamen, och genomgick 1890-1891 Bergsskolan i Stockholm. Han blev 1892 kontrollör vid Kontrollverket, 1906 kontrolldirektör och chef för nämnda verk, 1908 därjämte tillförordnad myntdirektör och chef för Kungliga Myntverket samt 1909 myntdirektör och chef för Mynt- och justeringsverket. Han gick i pension 1927.
Wallroth var 1896–1905 och 1907–1908 redaktör för avdelningen kemi och bergsvetenskap i "Teknisk tidskrift", där han författade åtskilliga uppsatser. Han skrev också många numismatiska artiklar i Nordisk familjebok. Ett arbete av stor betydelse inom den rena numismatiken och för vår ekonomiska historia är Wallroths Sveriges mynt 1449–1917 (i "Numismatiska meddelanden", XXII, 1917), där han omnämner samtliga myntordningar och mynttyper samt redogör för de olika myntens inbördes värde, vikt och halt.